# 蓬萊間 (網路劇)
《蓬萊間》（英語：Fairyland Lovers），2020年中国網路劇，由「江南工作室」作家路寒，根據其在2014年龍文連載，並於2015年出版之同名小说改編，由白宇、郑湫泓、季肖冰、陈意涵、李明德等人共同主演，企鵝影視、靈龍文化联合出品，导演王奕丁执导，拍摄历时3个月，於2019年6月14日殺青。此劇讲述來歷身份均成謎的靈物醫生白起（白宇 飾）歷經世間數年，在為「靈物」化解執念的過程中，與房東林夏（鄭湫泓 飾）邂逅，並藉此揭開一段神秘的「千年往事」的故事，採單元敘事方式，是一部溫馨治癒的奇幻言情劇。

## 播出时间
| 频道     | 所在地                                | 播映日期     | 播出时间                                     | 备注 |
| -------- | ------------------------------------- | ------------ | -------------------------------------------- | ---- |
| 腾讯视频 | 中国大陆                              | 2020年1月6日 | 每周一、二、三 20点更新2集，VIP会员搶先看6集 |      |
| WeTV     | 臺灣 泰國 越南 菲律賓 印度 印度尼西亞 | 2020年1月6日 | 每周一、二、三 20点更新2集，VIP会员搶先看6集 |      |

## 剧情简介

### 與原著之差異
原著設定之妖物改為「靈物」，仙界之人改為「蓬萊族人」，由原先涉及輪迴轉世的凡人、仙界與妖怪的故事，改編成涉及外星人的科幻故事。另外，原著設定之「天道」乃為屢次派人追殺林夏的神秘存在，白起則是在替天道掌管輪迴，奉命追殺林夏的過程中愛上她，此後便欲透過治療妖物、收集碎片的方式，組成「蓬萊之舟」到那「自由之地」，因為唯有如此，兩人方能相愛。

### 改編後之劇情
在銀河之外，有一神秘的星球，該星球上的「蓬萊族人」具有不老不死的力量。千年前一艘「蓬萊之舟」在穿越銀河時，墜毀在地球上，「蓬萊之舟」的碎片化成無數玉石散落各地，擁有執念的人類若拾得或持有蘊含「蓬萊之力」的玉石，便會受其影響變成「靈物」；而「蓬萊之舟」上的倖存者為了回收「蓬萊之力」，往往會消滅這些「靈物」，因而被他們稱為「天兵」。千年之後，作為世上唯一的靈物醫生，白起（白宇 飾）以「桃源鄉」帮助「靈物」解開執念，並收取他们最寶贵的東西作為報償；身份和來歷均不明的他與煙雨胡同18號的房東林夏（鄭湫泓 飾）相識，並同住一個屋簷下，兩人共同為一個又一個的靈物解開執念，因而情愫漸生。在此過程中，有關於白起的過去，一段已過千年的往事也随之浮上檯面。

## 演员列表

### 主要演员
| 演員   | 角色 | 介紹 |
| 白宇   | 白起 | 靈物医生→医生 靈物→普通人 表面高冷沉静，说话带有「毒舌」属性，实则性格傲娇，並具有雙重人格 拥有蓬莱神器「黑伞」，与人打斗时候的武器；亦是进入「靈物」执念幻境的隐形伞，能隐藏行踪而不被幻境裡的人攻击 拥有小舟留下来的「蓬莱之笛」、「天兵手环」和神秘植物「桃源鄉」，白起利用「桃源鄉」的叶片制成线香治愈「靈物」，使其化解执念回归正常的人类生活，但其自身却背负着沉重又不为人所知的伤痛苦楚 在现代邂逅人类女孩林夏，两人在为灵物解开执念的过程中，因為林夏的熱情開朗，而對其渐生好感 千年前实为「灵物」的白起，与天兵小舟相爱，在两人被追杀时，被小舟施法而遗忘了她的样貌及被追殺的詳細真相，但千年來一直坚守着对她的情感和承诺；直至在现代遇到林夏后，才又因「桃源乡」而唤醒他对小舟容貌的记忆，对于拥有和小舟相同样貌及能力，却又没有天兵记忆的林夏感到困惑 在林夏以身为黑起挡刀而垂死之際，黑起因无法承受再次失去之痛而逃避，促使白起意念的苏醒；其後白起返還小舟留給他的「天兵手环」来延续林夏的生命，卻導致原先被「天兵手環」所抑制住的千年舊伤復發，而進入“瀕死”狀態。雖因「桃源鄉」怒放所輸出的「蓬萊之力」暫時救回一命，但也因其對林夏的情愫，促使「蓬萊之力」漸漸喪失維繫其生命的能力，故而壽數將屆 已在花海中向林夏求婚，後因「蓬萊之力」迅速衰竭而昏迷不醒、生命垂危，唯一的解救辦法就是抹去與林夏有關的記憶；被抹去記憶的白起，在甦醒後總是覺得自己的記憶缺失了一部分而無處著落，各種查詢後發現了自己留給林夏的信，而產生懷疑 在被上官煉挾持後，因吞了「桃源鄉」的種子而恢復記憶，但該種子又被上官煉從其體內奪走，之後貪婪的上官煉又欲奪取林夏體內的種子，卻被林夏反吞噬而成就天道之身 在林夏成為「天道」的瞬間，便回收了所有靈物體內的「蓬萊之力」，使白起從靈物恢復成普通人，但也因此使他必須和肩負“族人回歸”使命的林夏分開，雖然不知何時能再相見，但白起承諾會等她 成為普通人的白起拿起了聽診器，開了間名叫「蓬萊間」的診所，為社區的鄰居聽診看病 每年都會與楊戬等人在滿漢樓聚會，紀念並等待林夏歸來；日復一日年復一年的等待，有了白髮的白起終於在桃源鄉再次開花之時，盼到林夏的歸來 |
| 白宇   | 黑起 | 惡靈 白起的第二個人格 該人格是因白起執念中的惡意所衍生，被白起控制住 曾在白起心中執念之人林夏遇到危險或受傷害時，影響其情緒促使白起的雙眼因此赤瞳化，並產生殺戮的戾氣 與端肅克制、沉穩持重的白起不同，該人格邪肆狂狷、幼稚偏執，但卻對小舟擁有著同樣刻骨銘心的情感，並且對她為自己留下生路而死的過去感到耿耿於懷 發現林夏和小舟擁有相同樣貌後，曾想利用林夏的身體來復活小舟 被林夏稱呼為「黑起」，以和「白起」作出區別 認出上官煉就是殺害小舟的兇手，本想復仇卻為了救林夏而放棄，並向白起坦言漸漸分不清林夏和小舟 在林夏以身為他擋刀而垂死之後，因無法承受再次失去之痛而逃避，因而讓白起甦醒 後與白起一起選擇以小舟留下的「天兵手環」救治林夏，並因此放下當年小舟為救他而死，自己卻無能為力而生的執念，向白起告別後瀟灑離去 |
| 鄭湫泓 | 林夏 | 半吊子女艺人 金刀林家第26代传人 烟雨胡同18号代理房主 普通人→天兵→天道 性格开朗乐观、活泼直率、热情倔强 与白起因一次误会不打不相识，白起為其處理了追債者，而成為了她的新債主，並被迫和他同住一个屋簷下，成为白起所经营诊所地址烟雨胡同18号的房东 和白起共同经历并解决了许多灵物襲擾事件，兩人从剛开始的“互看不顺眼”，渐渐對彼此產生好感 和白起心中深藏之人小舟拥有相同的样貌及特殊能力，能让「桃源乡」开花，并能吹响「蓬莱之笛」 為救黑起以身擋刀，因失血過多回天乏術；後被甦醒的白起以小舟留下的「天兵手環」救起 本是普通人的林夏因融入了「天兵手環」而擁有自愈能力，並且成為天兵的一份子 已在花海中答應了白起的求婚，後因白起的「蓬萊之力」迅速衰竭，昏迷不醒且生命垂危，只能痛苦不已地選擇親手將白起與自己有關的所有記憶抹去 與笑笑從“情敵”變閨蜜 在白起失憶後，與其在小賣部意外相遇，因白起覺得對她有股熟悉感，林夏為避免白起再次記起和她有關的記憶，對其謊稱自己的名字是「林春麗」 在林建南制止其再與白起有任何瓜葛的時候，發現父親的真實身份為天兵，而自己實為小舟死後，林建南以「桃源鄉」種子重塑其肉體而生 在最後一戰中消滅了上官煉，融合其體內種子而成為「天道」，一個長生不死、無所不能的存在，得以淨化所有靈物並可帶領蓬萊族人（天兵）重回蓬萊；但也因此必須與白起分開，不知何時才能再相見 在桃源鄉開花之時歸來 |
| 鄭湫泓 | 小舟 | 蓬莱族聖女 蓬萊族族長之女 天兵 与人类女孩林夏拥有相同的样貌 作為天兵，以消灭“灵物”为使命的她卻与灵物白起相爱 拥有「天兵手环」，手环内的「蓬莱之力」能够感应天兵和灵物的所在，也是消灭灵物后，回收「蓬莱之力」的容器；此外，還拥有「蓬莱之笛」，能舒缓恶灵的情绪 千年前被追殺時，曾將「天兵手環」及族中聖物「桃源乡」的種子留给白起；並施法让白起遺忘了一部分記憶，其中包括她的樣貌，而後將唯一的生路留給他；因此白起千年來只能记得自己对她的情感和承诺，卻不記得她的長相以及當年被追殺的詳細真相 千年前被螣蛇（上官煉）貪奪寶物而殺害，臨死前，強勢封印住其記憶，並對其種下腐蝕肉身的烙印詛咒 後期，其原先留給白起的「天兵手環」在回歸徹底融入林夏的身體後，曾透過「桃源鄉」怒放時產生的幻境，以手環裡的殘存精神力顯現身影，囑咐林夏要避免再次重蹈覆輒、須戰勝命運，立志成為「天道」 |
| 季肖冰 | 杨戬 | 明星保鏢→警察 天兵→普通人 暱稱: 寶寶 外表高大、耿直木讷，具有「天然呆」属性，以消灭“靈物”为使命 擁有「天兵手环」，手环内的「蓬莱之力」能够感应天兵和靈物的所在，也是消滅靈物後，回收「蓬莱之力」的容器 在替海明謙治療後認養了一只狗，取名為啸天 與天兵小舟有過一面之緣，遇見與小舟擁有相同樣貌的林夏，對其感到好奇並設法接近她 和白起原是彼此敵對的關係，後因走訪那些曾被白起出手幫助並治疗過的「靈物」，從他們口中得知其實一直以來白起都是在救人而未曾害人，因而逐漸放下對他的成見 和林夏成為朋友，因而得以入住煙雨胡同18號 之后成为笑笑的保镳，雖迟迟未察觉笑笑对他的喜歡與追求，但其實也已悄悄動心而不自知 在林夏成為「天道」得以带領蓬萊族人（天兵）重回蓬萊時，因喜歡上笑笑而選擇摘下「天兵手環」，留在地球當個普通人類，並將該手環作為定情信物送給她，以表示想與她相愛相守的心意 富有正義感的楊戩在成為普通人後轉行當了警察，經常隱瞞笑笑各種傷勢和出任務時候的危險，後被白起拆台向笑笑告知 與笑笑結婚並育有一子，冬冬 每年都會與白起等人在滿漢樓聚會，紀念並等待林夏歸來 |
| 陳意涵 | 笑笑 | 人气明星 富家千金，上官煉之養女，原是孤兒 具有高贵冷艳的外貌，性格看似骄纵，但心地善良、敢做敢当 喜欢杨戬，因而倒追他 一直以為自己患有先天性心臟病，實則身體健康；因上官煉想移植她的心臟，故而用藥物使其心臟過度發育，所以才會有身體不適的情況 看清養父真面目的笑笑大受打擊，頻臨崩潰，幸虧有楊戩在身旁陪伴 無家可歸的笑笑被楊戩帶回煙雨胡同18號，與之前誤以為是情敵的林夏一醉泯恩仇，成為閨中好友 擁有杨戬向她表明心意的「天兵手環」，也因楊戩選擇不回蓬萊留在地球當個普通人類，而得以與他相愛相守 與楊戬結婚並育有一子，冬冬 每年都會與白起等人在滿漢樓聚會，紀念並等待林夏歸來 参见單元：鎖心劫 |
| 李明德 | 阿   | 白起的全能助理/贴身管家→董事長 鬼马狡黠、机灵俏皮的少年；也是一名遊戲小達人 經常“語出驚人”，是眾人的開心果，也是白起與林夏戀情的“神助攻” 在林夏離開後，接手白起的產業，成為董事長 每年都會與白起等人在滿漢樓聚會，紀念並等待林夏歸來 |

### 單元：黃金屋
| 演員     | 角色   | 介紹 |
| 李川     | 項伯言 | 神秘商業大亨 其前世曾為一名有錢人家的少爺，因聽弦知雅意，視紫弦為知音，不惜以黃金百兩將其留在府內 多次詢問紫弦是美嬌娥還是男兒郎卻不曾得到她的回應 喜歡紫弦卻不願以金錢權勢逼其就範，後在家產被扣押查封前，將紫弦送走。 落魄病重奄奄一息之際，不愿与紫弦相見，但许诺爾後东山再起之際，将买回老宅子、铺满一屋子的黄金迎娶紫弦， 后而断气。後被紫弦以「蓬萊之力」之玉石能量「復活」，其實就是紫弦放不下的執念所擬化 |
| 于欣禾   | 紫弦   | 女秘书 實際身份為「靈物」，是一名琴師 常以男裝示人的她，遇到值得託付終身才會願意換回女裝 與項伯言相識並被其視為知音，卻因一身傲氣不願與他坦誠自己的心意，也未曾知曉他的真實情意 在項伯言奄奄一息之際，穿了一身女裝想與其見面卻被拒之門外 後不願他未實現對自己的承諾即死去而用了玉石，玉石內的能量加上自身的執念將其「復活」，而自己也變成了被執念操縱的靈物 每年都會與白起等人在滿漢樓聚會，紀念並等待林夏歸來    |
| 欧阳旺佳 | 許漢青 | 項伯言隨從 |

### 單元：不相離
| 演員   | 角色          | 介紹 |
| 姜琳   | 穆媄          | 穆秀姑姑 實際身份為「靈物」，一直守護著穆秀 曾在一場大火中容貌受損，被新婚丈夫嫌棄並且拋棄 遇見了被父母遺棄的穆秀，與其一起生活，相依為命 因害怕自己的樣貌嚇壞穆秀而一直隱藏起來，也不願意接受白起的治療 與穆秀見面之時都是靠著一對擁有「蓬萊之力」的翡翠耳環保持容顏 後因自己對容貌的執念變化成惡靈而不願面對穆秀，在被白起和林夏強行進入記憶裡治療後，得知穆秀打從一開始就能看見自己原本的容貌而解開心結，將翡翠耳環交付給白起 每年都會與白起等人在滿漢樓聚會，紀念並等待林夏歸來 |
| 徐崴羅 | 穆秀 （童年） | 天兵后裔 因为遺傳自祖上天兵的血脈，而拥有一对能看透灵物本体的眼睛，因此被父亲和繼母视为异类，被父亲以他吃完糖果即會再見为由哄骗，将其抛弃 遇见穆媄，与其一起生活，相依为命 从认识穆媄那一刻起就能看到她原本的容貌，但并不害怕 与白起、林夏一同进入穆媄记忆里解开姑姑长久以来的心结 後將那一顆一直以來用以等待父親歸來，形成執念的糖果交给白起 每年都會與白起等人在滿漢樓聚會，紀念並等待林夏歸來 少年穆秀於最後一集出場                                                             |
| 宣粵文 | 穆秀 （少年） | 天兵后裔 因为遺傳自祖上天兵的血脈，而拥有一对能看透灵物本体的眼睛，因此被父亲和繼母视为异类，被父亲以他吃完糖果即會再見为由哄骗，将其抛弃 遇见穆媄，与其一起生活，相依为命 从认识穆媄那一刻起就能看到她原本的容貌，但并不害怕 与白起、林夏一同进入穆媄记忆里解开姑姑长久以来的心结 後將那一顆一直以來用以等待父親歸來，形成執念的糖果交给白起 每年都會與白起等人在滿漢樓聚會，紀念並等待林夏歸來 少年穆秀於最後一集出場                                                             |

### 單元：畫中人
| 演員   | 角色            | 介紹 |
| 曾江   | 海明謙 （老年） | 画家 孤独老人，脾气古怪，一生执念是艾琳 拥有一支具有「蓬莱之力」的画笔，能将人心之所想展现出来 因为年轻时的自卑，一直误以为艾琳接近自己是为了自己的身家，并不爱自己 誤以为蔡志成画中的艾琳那么开心是因为她变心所致，但事实是因為艾琳怀了他的孩子 一直以来能在海宅看到的艾琳，是因為他自身的执念所幻化出来的幻境，长期以来因此深受折磨，也因為這份執念，而無法再作畫，直到曾孙女海棠的出现才得以化解 化解執念之后，受白起委託，画出他心中的秘密以了解他喪失的那段記憶，最終所畫出的执念卻是現代的林夏；其後在白起警告他不宜再使用那支具有「蓬萊之力」的畫筆後，表示將再為一個人作畫，並將筆送給她後便不再使用 寫信給玲瓏，除了贈送畫筆，更說明他以老師所贈送的這支具有「蓬萊之力」的畫筆畫了他心中的執念或恐懼，而圖上之人便是上官煉，此人也讓他直覺很危險 |
| 國依銘 | 海明謙 （青年） | 画家 孤独老人，脾气古怪，一生执念是艾琳 拥有一支具有「蓬莱之力」的画笔，能将人心之所想展现出来 因为年轻时的自卑，一直误以为艾琳接近自己是为了自己的身家，并不爱自己 誤以为蔡志成画中的艾琳那么开心是因为她变心所致，但事实是因為艾琳怀了他的孩子 一直以来能在海宅看到的艾琳，是因為他自身的执念所幻化出来的幻境，长期以来因此深受折磨，也因為這份執念，而無法再作畫，直到曾孙女海棠的出现才得以化解 化解執念之后，受白起委託，画出他心中的秘密以了解他喪失的那段記憶，最終所畫出的执念卻是現代的林夏；其後在白起警告他不宜再使用那支具有「蓬萊之力」的畫筆後，表示將再為一個人作畫，並將筆送給她後便不再使用 寫信給玲瓏，除了贈送畫筆，更說明他以老師所贈送的這支具有「蓬萊之力」的畫筆畫了他心中的執念或恐懼，而圖上之人便是上官煉，此人也讓他直覺很危險 |
| 沙峻希 | 海明謙 （童年） | 画家 孤独老人，脾气古怪，一生执念是艾琳 拥有一支具有「蓬莱之力」的画笔，能将人心之所想展现出来 因为年轻时的自卑，一直误以为艾琳接近自己是为了自己的身家，并不爱自己 誤以为蔡志成画中的艾琳那么开心是因为她变心所致，但事实是因為艾琳怀了他的孩子 一直以来能在海宅看到的艾琳，是因為他自身的执念所幻化出来的幻境，长期以来因此深受折磨，也因為這份執念，而無法再作畫，直到曾孙女海棠的出现才得以化解 化解執念之后，受白起委託，画出他心中的秘密以了解他喪失的那段記憶，最終所畫出的执念卻是現代的林夏；其後在白起警告他不宜再使用那支具有「蓬萊之力」的畫筆後，表示將再為一個人作畫，並將筆送給她後便不再使用 寫信給玲瓏，除了贈送畫筆，更說明他以老師所贈送的這支具有「蓬萊之力」的畫筆畫了他心中的執念或恐懼，而圖上之人便是上官煉，此人也讓他直覺很危險 |
| 阿麗亞 | 海艾琳          | 模特 汉奸之女，被海明谦误會其接近自己是为了他富裕的家境，因被蔡志成以漢奸之女的身分威脅而與其有所往来 被海明謙指責誤會時，並未開口解釋，只帶著那幅海明謙最初為她所畫的素描，以及腹中所怀的海明谦的骨肉离开，最終自己親自將海明謙之子养育成人，而未再與海明謙相見 其實她一直以来都深爱着海明謙卻有苦難言，至死都珍藏著那幅被海明謙撕毀，最初為她所畫的素描画像 |
| 阿麗亞 | 海棠            | 酒店服務生 海明謙和海艾琳的曾孫女，與曾祖母艾琳擁有相同的樣貌 被林夏尋獲後，與白起和其曾祖父說起事情緣由，解開海明謙一生的執念 |
| 陽光   | 苏伯            | 海宅管家 不忍见到海明谦一直饱受折磨，向玲瓏求助，而得以找到白起为其治疗 |

### 單元：河豚毒
| 演員   | 角色     | 介紹 |
| 徐正溪 | 沈醉     | 人氣廚神 實際身份是漂泊世間千年的「靈物」，曾放下執念、遊戲人間，但也因此而提前消耗了生命，隨著蓬萊之力的逐漸消失，身體漸漸不堪負荷，壽命也所剩無幾 一直尋找「家」的味道，直到遇見陸雨嵐，才重新回味了家鄉味 喜歡陸雨嵐，卻一再以捉弄她的方式想引起她的注意，礙於自己是千年靈物的身分，不敢與她表白 為避免陸雨嵐的餐廳「滿漢樓」被天野集團併購，冒著壽命減損甚至可能死亡的風險拜託白起為他重新植入蓬萊之力，以便和天野虎徹比拚廚藝，在第二關被上官煉派人下毒而耗盡了最後一絲蓬萊之力，於最後一關因陸雨嵐的激勵而拾回信心，憑藉「充滿家的味道」的蔬菜麵獲勝 與天野虎徹決鬥時，被其打傷，後被白起所救 原本性命垂危，甚至奄奄一息，被放入楊戩的休眠艙中保命，但可能要時隔許久才能恢復 每年都會與白起等人在滿漢樓聚會，紀念並等待林夏歸來 |
| 馬夢唯 | 陸雨嵐   | 滿漢樓廚師 自小與爺爺相依為命，繼承爺爺所留下的餐廳「滿漢樓」 擅長煮牛肉麵，能煮出沈醉尋找已久的「家」的味道 每年都會與白起等人在滿漢樓聚會，紀念並等待林夏歸來 |
| 范哲琛 | 天野虎彻 | 日本廚師 實際身份是「靈物」，一直以來都想謀奪沈醉的寶刀「河豚毒」，因而故意收買陸雨嵐的餐廳「滿漢樓」，想藉此威脅沈醉 與沈醉比拚廚藝失敗，在與沈醉決鬥時，被白起打傷，後被上官煉所救，並移植了嶄新的肢體 後成為上官煉手下，為其做事 |
| 罗霆   | 沈父     | 沈醉之父，沈家麵館主廚 |

### 單元：鎖心劫
| 演員   | 角色            | 介紹 |
| 吳岱融 | 上官煉 （螣蛇） | 蓬莱族族長侍衛 超級富豪 笑笑養父，十分寵溺女兒，對女兒有求必應；實際上自幼把笑笑從孤兒院接回家，並對她寵愛有加就是為了想移植她的心臟 一直投餵藥物給笑笑，讓笑笑的心臟過度發育，以匹配他的身型，也誘導她以為自己患有先天性心臟病，才會有心臟不適的症狀 表面是熱心公益又慈善的大富翁，实际身份是向玲珑索取情报的幕后老板，人人称之为「先生」，為人心狠手辣，乃是利用情报操控恶灵以收取蓬萊之力的幕后主使者 千年前實為「天兵」，蓬萊族族長侍衛「螣蛇」，亦是殺害小舟的兇手 受小舟臨死前對他的詛咒所影響，除了被封印住記憶，還包括肉身的腐朽，故而千年來必須依靠移植人類或靈物的軀體和器官來維持長生不死 被黑起以「蓬萊之力」所製造的「桃源鄉」假果實，及該果實所化成的假心臟哄騙，而移植了以為能永久跳動的假心臟，在假心臟的「蓬萊之力」消逝之後死去 其後卻又因天野虎徹以「蓬萊之力」移植下屬的心臟給他，而重新復活 復活後的上官煉恢復了千年前被小舟封印住的記憶，一心想成為「天道」的他，便抓住白起要脅林夏(小舟)以企圖獲取「桃源鄉」的種子；被林夏消滅時，其體內的「桃源鄉」種子，與本身即是種子重塑而生的林夏融合，反而促使她成為「天道」 |
| 陈意涵 | 笑笑            | 详见主要演員 |
| 凌岑   | 盈盈 （童年）   | 上官煉所贊助的孤兒院孤兒，是上官煉在笑笑之後的備用心臟 原被上官煉藏於鐵皮屋中，被玲瓏救出後由穆鎂收養 每年都會與白起等人在滿漢樓聚會，紀念並等待林夏歸來 少年盈盈於最後一集出場 |
| 李蔚尔 | 盈盈 （少年）   | 上官煉所贊助的孤兒院孤兒，是上官煉在笑笑之後的備用心臟 原被上官煉藏於鐵皮屋中，被玲瓏救出後由穆鎂收養 每年都會與白起等人在滿漢樓聚會，紀念並等待林夏歸來 少年盈盈於最後一集出場 |

### 單元：長相思
| 演員 | 角色 | 介紹 |
| 宣璐 | 玲珑 | 酒吧老闆 情報販子，亦正亦邪 與海明謙頗有交情，手中握有海明謙所贈送的具有「蓬莱之力」的畫笔 并從海明謙信中得知她一心想尋找的柳師傅，也就是海明謙的老師現今所恐懼的人便是上官煉，因而懷疑她所要找的人（柳師傅）的失蹤，可能與上官煉有關 被復活後的上官煉以相柳作要脅，故而被迫引白起與他相見 當年曾偷走相柳手環上的一顆蓬萊玉珠，因此得以常保青春，但卻也因此而終生悔恨 每年都會與白起等人在滿漢樓聚會，紀念並等待林夏歸來                       |
| 李帥 | 相柳 | 畫師 實際身份為「天兵」，是海明謙幼時，教其作畫的師傅 曾贈送給海明謙一支蘊含「蓬萊之力」的畫筆，使其從身懷殘疾的軀體中康復 曾警告海明謙不能以該畫筆對心上人作畫，否則一旦心上人發生了什麼事，便可能不能再作畫 被上官煉所綁架囚禁，並以要摧毀他心中的執念為由要脅他，想逼他讓自己想起過往的記憶 因被玲瓏偷走一顆手環上的蓬萊玉珠，而蓬萊之力不足，因此被上官煉打敗，進而囚禁 並未隨著林夏與其他蓬萊族人一起回歸蓬萊，而是留在地球，與玲瓏在一起 |

### 其他演員
| 演員   | 角色            | 介紹 |
| 宁文彤 | 林建南 （燭龍） | 蓬莱族族長 金刀林家第25代傳人 烟雨胡同18号所有權人 林夏父親，負債跑路 自稱是通靈世家的傳人，因此能一眼即看出白起是「靈物」 實際身份為「天兵」，是小舟、上官煉（螣蛇）的頂頭上司，蓬萊族族長「燭龍」 曾向小舟囑咐要保管好「桃源鄉」的種子，當一雄一雌兩種子融合，便能成為蓬萊一族最強的存在─「天道」，而那時也是打開通道、率領族人回歸蓬萊之時 具有「預知夢」的能力，因夢見小舟和惡靈白起在一起，之後又被人殺死，誤以為是惡靈作祟，故派手下螣蛇去對付，卻反而導致小舟被覬覦「桃源鄉」種子的螣蛇殺死 為了救回女兒小舟，曾用盡大半蓬萊之力，以「桃源鄉」種子重塑小舟的肉身，因而失去族長的身份；千年之後該肉身得以重塑，但卻是普通人，林建南便將其取名林夏 隨著他待在林夏身邊的時間越長，林夏便越可能覺醒「種子」的力量，為了讓女兒以普通人的身份平安長大，只能常常離家 在成為「天道」的林夏打開回歸蓬萊的通道時，隨其重返蓬萊 |
| 张磊   | 王枷            | 前天兵 曾是和楊戬一組以消灭“灵物”为使命的“天兵”，原定每百年輪流休眠一次，但其卻趁楊戬於休眠艙中休眠之时，放下「天兵手环」，与人类相爱并成家生子，故而在楊戩甦醒後逃過被抓回休眠艙的命運 每年都會與白起等人在滿漢樓聚會，紀念並等待林夏歸來 |
| 大崎明 | 陈金發          | 白起親信 负责掌管白起名下產業──“THE BLANC HOTEL”的CEO，白起叫他「老陳」 亦負責查詢靈物信息，以告知白起 |
| 高健   | ALEX            | 製片人 投資項目讓林夏擔任女主角，實為受上官煉指示接近林夏 為了可以成為長生不老的靈物，聽從上官煉的指示，將林夏綁架以威脅黑起同意移植心臟 最後受上官煉指示欲將黑起與林夏滅口；在林夏為黑起擋刀重傷之際，被憤怒的黑起打死 |
| 周乐   | 龍哥            | 經紀人 笑笑與林夏經紀人 |
| 梁浩   | 北北            | 笑笑助理 |
| 廖振豪 | 冬冬            | 楊戬与笑笑之子 於最後一集登場，白起被楊戩與笑笑託付，到其幼兒園接送的孩子 每年都會與白起等人在滿漢樓聚會，紀念並等待林夏歸來 |
| 李跃   | 幼儿园老师      | 冬冬与妮妮幼儿园老师 |
| 蔡盈盈 | 妮妮            | 冬冬同学 |
| 郝文婷 | 王枷老婆        | 与前天兵王枷相爱并成家生子 |
| 高海鹏 | 巍叔            | 煙雨胡同小賣部老闆 原定歇業，被白起買下店面，只為讓林夏有個打電玩、發洩情緒的去處 |
| 吳彥姝 | 鄰居奶奶        | 煙雨胡同林家鄰居 白起從靈物醫生變成社區醫生後，常為其出診。 |
| 孙安可 | 吴可            | 惡靈 在玲瓏的酒吧里與阿離結識，後企圖勾引阿離被白起制服 因為所掛吊墜含有「蓬萊之力」而成為靈物，後因心生執念與怨恨而變成惡靈 因男友的失約認為所有男人都是騙子，實為男友出車禍 最後被白起帶進幻境裡看清事實而放下執念，將吊墜交給白起 （在小劇場-白起醫生是如何治療靈物的？裡登場） |

## 电视原声带
| 歌名               | 作词           | 作曲           | 演唱           | 备注                 |
| 《手绘的美好》     | 天乐、李跃     | 吴姝霆         | 银临           | 甜蜜版主题曲         |
| 《为你相信》       | 林乔           | 都智文         | 韩沐伯、王霏霏 | 等待版主题曲         |
| 《Lullaby of You》 | Perl Yuen      | 黄艾伦、翁玮盈 | 邝柏廉         | 思念版主题曲         |
| 《你记得吗》       | 李躍           | 黃艾倫、翁瑋盈 | 鄭湫泓         | 片尾曲               |
| 《凤求凰》         | 司马相如       | 黄艾伦、翁玮盈 | HITA           | 《黄金屋》单元主题曲 |
| 《爱晚亭边》       | 李小军、王相如 | 郑铮铮         | 小时姑娘       | 《画中人》单元主题曲 |
| 《若我仍少年》     | 青筝、林乔     | 脱景麟         | 简弘亦         | 《河豚毒》单元主题曲 |
| 《我喜欢你》       | 陈意涵         | 陈意涵         | 陈意涵         | 插曲                 |
| 《想你》           | 陈意涵、周洁颖 | 陈意涵         | 陈意涵         | 插曲                 |
| 《等一朵花开》     | 黃艾倫、翁瑋盈 | 黃艾倫、翁瑋盈 | 咏诗           | 插曲                 |
| 《等一人归来》     | 黃艾倫、翁瑋盈 | 黃艾倫、翁瑋盈 | 咏诗           | 插曲                 |
| 《初体验》         | 彡至尊灬超哥   | 林川阳         | 林川阳         | 插曲                 |
| 《小跳蛙》         | 彭钧、李润     | 彭钧           | 青蛙乐队       | 插曲                 |